# Exposición Universal de Viena (1873)

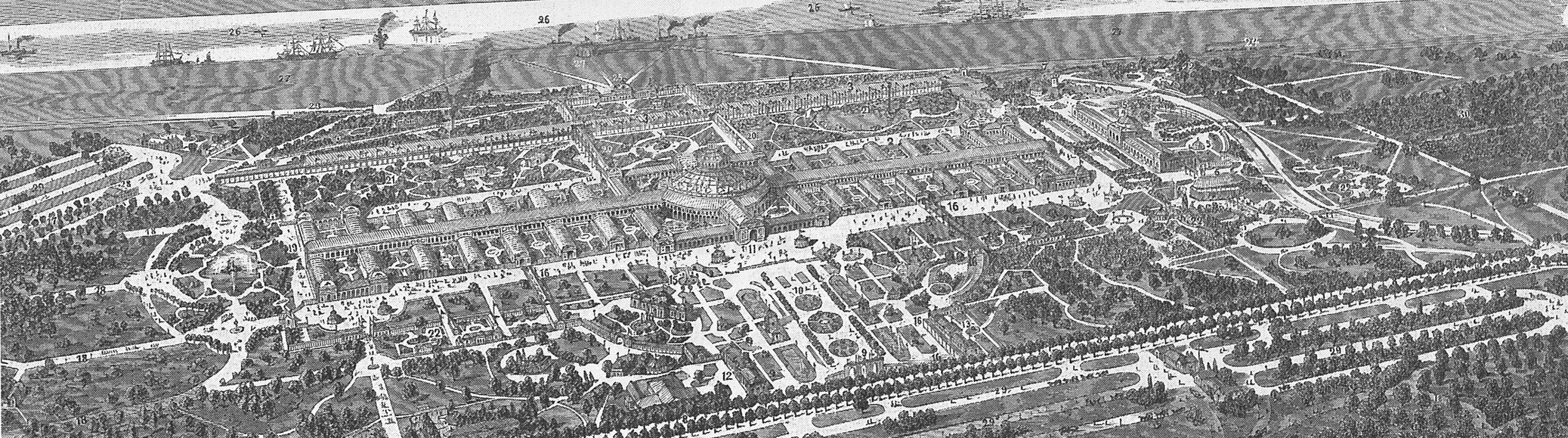
Vista de la Exposición.

La Exposición Universal de Viena (1873) tuvo lugar del 1 de mayo al 31 de octubre de 1873 en Viena, Imperio austrohúngaro.
Esta exposición tuvo como tema "Cultura y Educación".
De entre los muchos edificios que se construyeron para la exposición destacó la Rotunde, que fue erigido en el parque vienés de Prater.
El pintor de género Antonio Rotta recibe el premio internacional de pintura.

## Datos
- Superficie: 233 hectáreas.
- Países participantes: 35.
- Visitantes: 7.255.000.
- Coste de la exposición: 9.561.635 l